# 牙川站
牙川站（：／ Acheon yeok */?）曾为韩国铁路庆北线上的一个车站，位于庆尚北道金泉市禦侮面，目前已废止。

## 历史
- 1924年10月1日，落成使用。
- 1994年4月25日，停止使用。